# Тераліт
Тераліт (рос. тералит, англ. theralithe, нім. Theralith m – кристалічна гірська порода з групи лужних габро.
Складається із лабрадору, нефеліну (10-15%) і титанавгіту (бл. 50%). Крім того, часто включає натровий амфібол та біотит. Домішки: анальцим, лужний польовий шпат, олівін.

## Інтернет-ресурси
- Term Dictionary of the International Geological Map of Europe and Adjacent Areas (IGME 5000)
- Тералит [Архівовано 8 березня 2016 у Wayback Machine.]